# Bodzewo (przystanek kolejowy)
Bodzewo – nieczynny kolejowy przystanek osobowy na linii nr 366 w Bodzewie, w województwie wielkopolskim, w Polsce.